# Dubecz János
Dubecz János (Székesfehérvár, 1972. szeptember 21. –) labdarúgó középpályás.

## Pályafutása
1990 és 1995 között a Videoton labdarúgója volt. Az élvonalban 1991. június 15-én mutatkozott be a Siófoki Bányász ellen, ahol csapata 3–2-es vereséget szenvedett. Az 1995–96-os szezon őszi idénye után igazolt a Kispest-Honvédhoz, ahol a 2002 év végéig szerepelt. Megint idény közben váltott klubot. 2003 tavaszán a Haladás játékosa volt. Az élvonalban összesen 291 mérkőzésen szerepelt és 14 gólt szerzett.